# جاري بلاير
جاري بلاير (بالإنجليزية: Gary Player) الحائز على ميدالية الخدمات التقديرية ووسام إيخامانجا (وُلِدَ في 1من نوفمبر 1935م) هو لاعب جولف محترف من جنوب أفريقيا كما أنه من أفضل لاعبي الجولف على مر التاريخ. وعلى مدار حياته المهنية، حصل بلير على تسع بطولات رئيسة مهمة في الجولة المنتظمة، وست مرات فوز بالبطولة الرئيسة لجولة الأبطال، كما فاز ثلاثة مرات بكبرى البطولات البريطانية المفتوحة في أكبر جولة أوروبية. وفي التاسعة والعشرين من عمره، فاز بلاير ببطولة الولايات المتحدة المفتوحة 1965م، وأصبح بذلك اللاعب الوحيد غير الأمريكي الذي حاز على البطولات الأربع الكبرى كلها التي تعرف باسم البطولات الكبرى الاحترافية. كما أن بلاير يُعد لاعب الجولف الثالث في التاريخ الذي فاز بالبطولات الكبرى، وذلك بعد بين هوجان وجيني سرازين. ومنذ ذلك الوقت، لم يتمكن من الفوز بالجولات الكبرى سوى جاك نيكلاوس وتيجر وودز. كما فاز بلاير في 165 مباراة في ست قارات في غضون ستة عقود وكان من المشاهير العالميين للغولف في 1974.
ولد بلاير في جوهانسبرغ بجنوب أفريقيا. كما اجتاز بلاير مسافة تبعد أكثر من 25 مليون كيلو متر (15 مليون ميل) في السفر، وهي مسافة أكثر من أي رياضي آخر.
ولقد لُقب بالفارس الأسود،  وسيد اللياقة، والسفير الدولي للجولف، واشتهر بلاير أيضًا بلقب معماري مسار الجولف حيث صمم أكثر من 325 مشروعًا في خمس قارات على مستوى العالم. كما كتب أو شارك في كتابة 36 كتابًا عن الغولف.
ولقد تم تمثيل مصالح أعماله بالفارس الأسود الدولي، الذي يتضمن تصميم جاري بلاير، ووضع بلاير الحقيقي، ومؤسسة بلاير، وأكاديمية جاري بلاير، ومشاريع الفارس الأسود، والهيئات التي تحوي الترخيص، والمنافسات، والنشر، والخمر، والملابس، والمذكرات.
كما نالت مزرعة جاري للخيل إعجابًا كبيرًا وذلك لتربيته أفضل خيول السباق من نوع خيل ثوروبريد، ومنها الفرس برودواي فلاير في سباق خيل أبسوم.
أدار مؤسسة بلاير، والتي كان هدفها الأول الرُقي بالتعليم للمعدمين على مستوى العالم. وفي عام 1983، أنشئت مؤسسة بلاير مدارس بلار أثول في جوهانسبرغ، جنوب أفريقيا، وبها تسهيلات تعليمية لأكثر من 500 طالب من روضة الأطفال حتى الصف الثامن. وفي عام 2008، تم الاحتفال بالذكرى الخامسة والعشرين بحفل خيري لمنافسات الغولف في لندن، وبالم بيتش، وشانغهاي وكيب تاون، وقد حصلت على إجمالي مبالغ وصل إلى أكثر من مليون دولارٍ أمريكي.
وفي عام 2012، أقيمت سلسلة جاري بلاير للمنافسات الخيرية الدعوية في أوغستا، وجورجيا بعد بطولة الأساتذة؛ وفي لندن بعد البطولة المفتوحة؛ وفي شانغهاي قبل بطولة أتش أس بي سي وفي دوربان جنوب أفريقيا مباشرة قبل تحدي نيدباك للغولف في نادي الدولة جاري بلاير.

## وصلات خارجية
- الموقع الرسمي
- جاري بلاير على موقع رابطة لاعبي الغولف المحترفين (الإنجليزية)
- جاري بلاير على موقع رابطة أوروبا للاعبي الغولف المحترفين (الإنجليزية)
- Gary Player Profile at Golf Legends
- Gary Player Golf Course Design
- Gary Player Foundation